# اسلیو لیک
اسلیو لیک (به انگلیسی: Slave Lake) یک منطقهٔ مسکونی در کانادا است که در آلبرتا واقع شده‌است. اسلیو لیک ۶٬۶۵۱ نفر جمعیت دارد و ۵۹۰ متر بالاتر از سطح دریا واقع شده‌است.